# 勁報

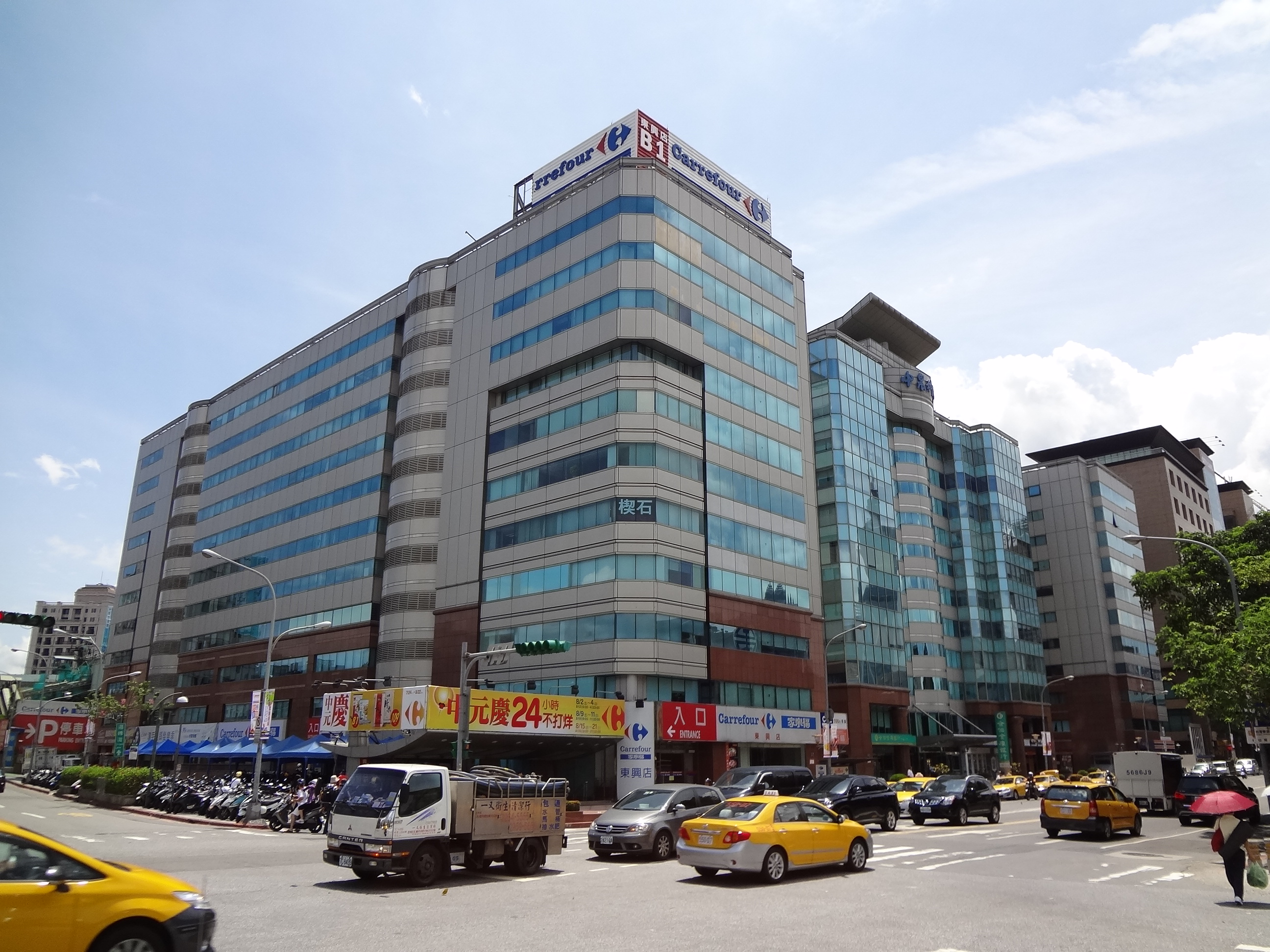
中農科技大樓（家樂福右側建築）

《勁報》（Power News）為台灣報業史上曾經存在的一份報紙，隸屬象山集團，每週一到週五發行十大張的晚報（價格新台幣十元），每週六則發行五大張要聞及六十四頁的週末特刊（價格新台幣十五元），每週日不出報。《勁報》全部彩色印刷，文字編排方式為左起橫排，每週一到週五的宣傳口號為「《勁報》活新聞」，週末特刊的宣傳口號為「《勁報週末》活週末」。

## 沿革
《勁報》因其發行為晚報性質，又有《勁晚報》之稱。《勁報》於1999年7月26日創刊，由在《自立晚報》股權之爭中退出經營權的象山集團董事長江道生在極短時間內結合周天瑞、吳戈卿等資深新聞工作者組成，總部設於台北市信義區東興路「中農科技大樓」。《勁報》創刊時在總編輯下分成「視覺新聞中心」、「國際新聞中心」、「都會新聞中心」、「生活新聞中心」、「財經新聞中心」、「專案新聞中心」、「要聞新聞中心」等九組，創刊時從其他媒體跳槽的中高階主管有：要聞中心執行副總編輯宋自強（從《聯合晚報》跳槽）、政治組召集人尹乃菁（從TVBS跳槽）、尚毅夫（從《自立晚報》跳槽）、專案新聞中心副總編輯蘭萱（從TVBS跳槽）、財經新聞中心執行副總編輯張璨（從《中時晚報》跳槽）、證券組組長王榮章（從《中時晚報》跳槽）、國際新聞中心盧伯華（從《中時晚報》跳槽）、生活新聞中心副總編輯賴丕遠（從《中時晚報》跳槽）、視覺中心副總編輯林少岩（從《中時晚報》跳槽）。
由於前民主進步黨文宣部主任陳文茜的加入，《勁報》在台灣報業市場掀起一場旋風。而且江道生頗有財力，市場上認為這個組合有機會讓晚報市場形成《勁報》、《聯合晚報》與《中時晚報》「三強鼎立」的局面。但《勁報》在歷經發行的2年9個月後，還是經不起《聯合晚報》與《中時晚報》的夾殺、以及自身經營策略上的失誤。2002年2月20日，《勁報》宣布同月21日停刊，員工全部資遣。2002年2月20日下午《勁報》停刊記者會，社長劉篤行宣布，該報累積虧損新台幣十六億元，管理層春節前已決定停刊。
2000年5月19日，《勁報》頭版頭條刊登記者洪哲政獨家報導中國人民解放軍海軍三艘軍艦出現在蘇澳外海的消息，被中華民國國防部斥為不實報導。2000年7月29日，《勁報》刊登洪哲政報導「漢光十六號軍事演習課目計畫表」等獨家新聞內容，再次引發中華民國國防部的嚴重關切；兩個月後，涉嫌洩漏漢光十六號演習課目計畫表的陸軍第六軍團司令部少校劉持中被逮捕入獄；2000年10月，洪哲政被依《妨害軍機治罪條例》罪嫌移送台灣高等法院檢察署；全案經過軍法、司法機關分頭審理，劉持中與洪哲政都被判刑確定。
2013年7月29日，《勁報》以電子報型態經營，由《大成報》總編輯黃義雄兼任總編輯，因應媒體電子化的趨勢重新出發，不同於原經營團隊。2013年8月28日，《勁報》由黃義雄出任社長兼總編輯。2013年10月7日，《勁報》由黃義雄專任社長，原副總編輯岳中興擔任總編輯。2014年4月1日，《勁報》由黃義雄專任社長（於2017年2月13日卸任），由撰述委員林瑞明代理總編輯。

## 延伸閱讀
1. 張旻. . 台灣新聞記者協會《目擊者雙月刊》第13期. 1999/09  [2013-02-26]. （原始内容存档于2009-09-23）.
2. 范立達. . 皇冠文化. 2011-01-10  [2014-11-08]. （原始内容存档于2019-05-02）.（此文為山崎豐子長篇小說《命運之人》中文版的導讀）

## 外部連結
- 勁報 （页面存档备份，存于）